# Ceyras
Ceyras – miejscowość i gmina we Francji, w regionie Oksytania, w departamencie Hérault.
Według danych na rok 1990 gminę zamieszkiwało 681 osób, a gęstość zaludnienia wynosiła 98 osób/km² (wśród 1545 gmin Langwedocji-Roussillon Ceyras plasuje się na 433. miejscu pod względem liczby ludności, natomiast pod względem powierzchni na miejscu 902.).